# Pheraeus
Pheraeus is een geslacht van vlinders van de familie dikkopjes (Hesperiidae), uit de onderfamilie Hesperiinae.

## Soorten
- P. argynnis (Plötz, 1883)
- P. covadonga Freeman, 1969
- P. fastus (Hayward, 1938)
- P. honta Evans, 1955
- P. montes (Bell, 1947)
- P. odilia (Plötz, 1884)
- P. perpulcher (Hayward, 1934)
- P. rumba Evans, 1955
- P. unia (Butler, 1870)